# Gheorghe Cernău
Gheorghe Cernău (n. 1884, Nojorid, județul Bihor – d. 1961, Nojorid, județul Bihor) a fost un deputat în Marea Adunare Națională de la Alba Iulia, organismul legislativ reprezentativ al „tuturor românilor din Transilvania, Banat și Țara Ungurească”, cel care a adoptat hotărârea privind Unirea Transilvaniei cu România, la 1 decembrie 1918.:p.101

## Biografie
Gheorghe Cernău a absolvit trei clase primare.

## Activitatea politică

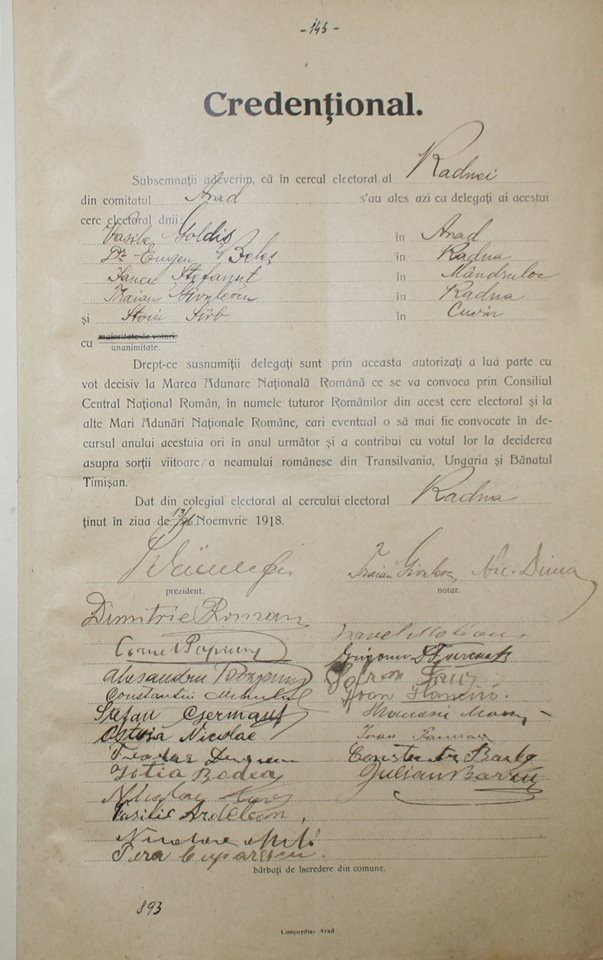
Credențional

A fost ales delegat pentru județul Bihor la Marea Adunare Națională de la Alba-Iulia, unde a votat unirea Ardealului cu România, la 1 decembrie 1918.